# 麥氏突吻鱈
麥氏突吻鱈，為輻鰭魚綱鱈形目鼠尾鱈科的其中一種，分布於東南大西洋南非、西南太平洋澳洲及紐西蘭海域，體長可達34公分，屬深海底棲性魚類，深度817-1400公尺，棲息在底層水域，生活習性不明。

## 扩展阅读
維基物種上的相關：麥氏突吻鱈